# UA-Футбол
UA-Футбол — агенція новин, один з найстаріших нині чинних українських спортивних сайтів. Розпочав свою роботу 12 липня 2002 року. Станом на лютий 2024 року сайт входить в п'ятірку найбільш відвідуваних спортивних ресурсів України за версією Similarweb.

## Історія
Сайт почав роботу 12 липня 2002 року у співпраці з порталом новин «Обозреватель» та спортивною редакцією телеканалу «Інтер». Керівником проєкту був Павло Черепін, а головним редактором — Павло Булах. Навесні 2003 року співробітництво з «Обозревателем» та «Інтером» припинено. З 2011 року Павло Черепін відійшов від проєкту.
Восени 2012 року припинив роботу на сайті Павло Булах, який із групою журналістів залишив проєкт. Головним редактором став Костянтин Довгань, а з 2016-го — Сергій Швець. 
Під час Євро-2020 співпрацював з The Guardian. Журналісти сайту писали для британського видання візитівки збірної України та її гравців.
У березні 2017 року сайт заблоковано на території РФ, проте з часом бан був знятий. Після початку повномасштабного вторгнення Росії на територію України 6 квітня 2022 року сайт знову був заблокований на території РФ.
Сьогодні фінансування здійснюється без залучення сторонніх інвесторів, UA-Футбол є одним з лідерів серед українських спортивних інтернет-ресурсів.
На початку свого існування сайт спеціалізувався на новинах футболу, пляжного футболу та футзалу. 25 січня 2018 року на сайті з'явився розділ "Весь спорт", який присвячений іншим видам спорту. З першого дня повномасштабного вторгнення Російської Федерації на територію України на сайті також стали з'являтися найактуальніші воєнні новини.
Сайт має одну з найбільших статистичних баз українського футболу з профілями гравців та результатами матчів української Прем'єр-ліги, Першої та Другої ліг України. Крім того, сайт веде статистику головних футбольних турнірів: англійської Прем'єр-ліги, іспанської Ла Ліги, італійської Серії А, німецької Бундесліги, французької Ліги 1, Ліги чемпіонів УЄФА, Ліги Європи УЄФА, Ліги конференцій УЄФА, фінальних частин великих турнірів серед збірних.
UA-Футбол має у своєму штаті власних фотокореспондентів. На цей момент на сайті викладають свої роботи Олександр Приходько, Аліна Єрофеєва та Анатолій Спиця. Фотоархів сайту складає понад 2 500 альбомів та близько 100 тисяч фоторобіт.
З квітня 2022 року UA-Футбол заблокований в РФ.
В 2023 році головний редактор UA-Футбол Сергій Швець долучився до лав Збройних сил України в складі 67-ої окремої механізованої бригади.

### Онлайн-трансляції
UA-Футбол веде текстові трансляції топ-ігор світового футболу, всіх матчів української Прем’єр-ліги, а також найважливіших ігор Першої ліги України. З вересня 2020 року дочірній проєкт сайту, Youtube-канал Подкасти UA-Футбол, запустив аудіо трансляції, які за цей час зібрали понад 9 мільйонів переглядів.

## Керівники
- Олександр Куртов — керівник проєкту
- Сергій Швець — головний редактор
- Ігор Семйон — заступник головного редактора
- Олександр Риженко — заступник головного редактора

## Відділи
- Служба новин
- Відділ українського футболу
- Відділ зарубіжного футболу
- Весь спорт
- Кіберспорт
- Lifestyle
- Матч-центр UA-Футбол
- Фотослужба

## Блоги
На сайті ведуть свої блоги ряд футболістів, також фахівці та редакція сайту:
- Футболісти: Станіслав Богуш, Владислав Ващук[10], В'ячеслав Кернозенко, Сергій Кравченко[11], Сергій Корніленко, Володимир Лисенко, Віталій Постранський, Андерсон Рібейро, Євген Селезньов, Максим Шацьких[12], Олег Шелаєв, Сергій Яворський.
- Фахівці: Сефер Алібай, Ігор Гатауллін, Віктор Леоненко[13], Володимир Миленко, Євген Панкратов, Сергій Стороженко, Павло Черепин.